# Şuşa (Rayon)
Şuşa (kyrillischschriftliches aserbaidschanisch und russisch Шуша Schuscha) ist ein Rayon in Aserbaidschan mit der gleichnamigen Hauptstadt Şuşa. Der Rayon liegt in der Region Bergkarabach und wird großteils von der international nicht anerkannten Republik Arzach kontrolliert.

## Geografie
Der Bezirk hat eine Fläche von 289 km² und umgibt seine Hauptstadt Şuşa. Außerdem gibt es zwei Exklaven des Rayon im nördlich angrenzenden Rayon Xocalı. Der Bezirk liegt im Karabachgebirge, eine der größten Ebenen ist die kulturell bedeutende Cıdır Düzü. Auch der höchste Berg des Karabachgebirges, der Böyük Kirs („Großer Kirs“, 2724 m) liegt im Bezirk. Im Gebirge entspringt auch der Fluss Karkar, der nahe Şuşa nach Osten zum Kura abfließt. Es gibt mehrere Mineralquellen.

## Geschichte

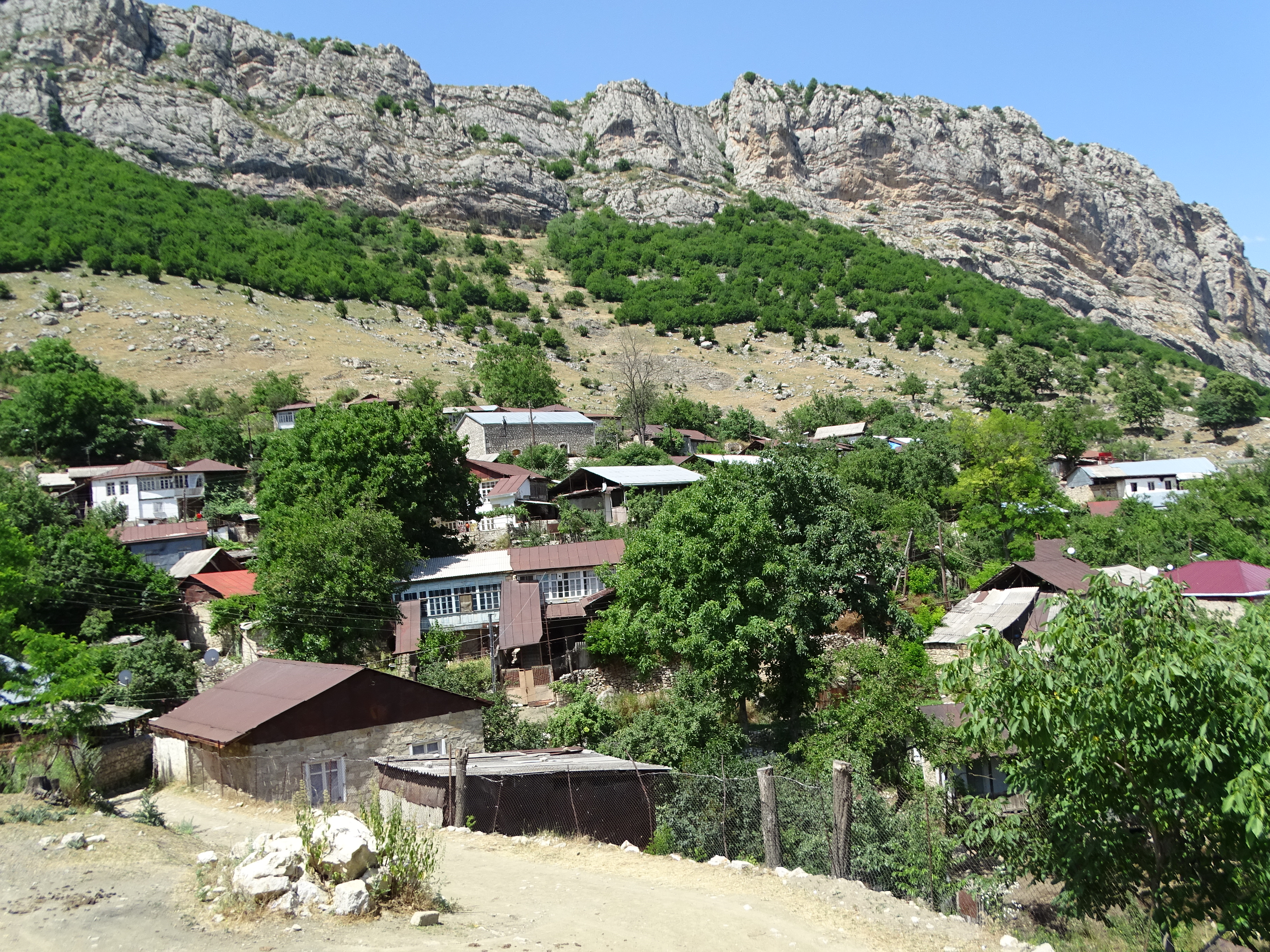
Das armenische Dorf Daşaltı (Karintag) südlich von Şuşa gehört zu denen, die 2020 von Aserbaidschan zurückerobert wurden.

Bis 1991 war der Bezirk Teil der Autonomen Oblast Bergkarabach. Nach dessen Unabhängigkeitserklärung 1991 und dem folgenden Krieg als er als Provinz Schuschi Teil der Republik Arzach. Die nördlichen Exklaven wurden der Provinz Askeran zugeschlagen. Im Krieg um Bergkarabach 2020 wurden Anfang November einige Orte im Südosten des Bezirks sowie die Stadt Şuşa von Aserbaidschan zurückerobert.

## Bevölkerung
Der Rayon hatte 1992 241.165 Einwohner. Nach dem Ende des Bergkarabachkriegs 1994 war er nur noch von Armeniern bewohnt.

## Wirtschaft
Die Region ist landwirtschaftlich geprägt. Es wird vor allem Viehzucht betrieben und Gemüse und Obst angebaut.